# Parapistomyia mueller
Parapistomyia mueller är en tvåvingeart som beskrevs av Peter Zwick 1998. Parapistomyia mueller ingår i släktet Parapistomyia och familjen Blephariceridae. Inga underarter finns listade i Catalogue of Life.